# Васнецовский проспект
Васнецо́вский проспект — проспект в Красногвардейском районе Санкт-Петербурга. По проекту проходит от Северного проспекта до реки Охты, фактически — от Чарушинской улицы до реки Охты.
Прежде единственный существующий на сегодня участок Васнецовского проспекта был частью Муринской дороги. Это название было присвоено 29 апреля 2009 года; оно связано с тем, что дорога ведёт в посёлок Мурино.
Название Васнецовский проспект было присвоено 28 апреля 2016 года — в честь русских художников В. М. Васнецова, автора картин на былинные и сказочные темы, и Ю. А. Васнецова, иллюстратора книг для детей, в ряду улиц, названных в честь детских иллюстраторов.
В основе своей это перспективная дорога, которая пройдет через бывшие сельхозугодья совхоза «Ручьи» от Северного проспекта. При этом в состав Васнецовского проспекта вошёл 200-метровый участок Муринской дороги в Рыбацкое до реки Охты и Челябинского моста.
Позже проспект продлили до Чарушинская улица